# 邢献然
邢献然，北京科技大学物理化学系教授、固体化学研究所所长，主要从事负热膨胀化合物与性能调控等方面的研究。入选中华人民共和国教育部第七批"长江学者"特聘教授，曾就读于安庆师范学院。